# Лискате
Лиска̀те (на италиански: Liscate, на западноломбардски: Liscàa, Лискаа) е малко градче и община в Северна Италия, провинция Милано, регион Ломбардия. Разположено е на 115 m надморска височина. Населението на общината е 4060 души (към 2010 г.).